# Krauschwitz (Sachsen)
Krauschwitz, obersorbisch Krušwicaⓘ, amtlicher Name Krauschwitz i.d. O.L., ist eine Gemeinde im Landkreis Görlitz in der sächsischen Oberlausitz. Sie liegt im sorbischen Siedlungsgebiet im Nordosten Sachsens an der deutsch-polnischen Grenze.

## Geografie
Die Gemeinde Krauschwitz liegt in der Muskauer Heide im nordöstlichen Teil des Landkreises, etwa fünf Kilometer nordöstlich von Weißwasser/Oberlausitz. Im Osten des Ortes Krauschwitz fließt die Lausitzer Neiße, entlang der die Ortsteile stromaufwärts gen Südosten liegen:
- Sagar (Zagor)
- Skerbersdorf (Skarbišecy)
- Pechern (Pěchč)
- Werdeck (Wjertko)
- Podrosche (Podroždź)
- Klein Priebus (Přibuzk)

Außer im Zentrum von Krauschwitz und in Sagar lautet die Telefonvorwahl 035775.

## Geschichte

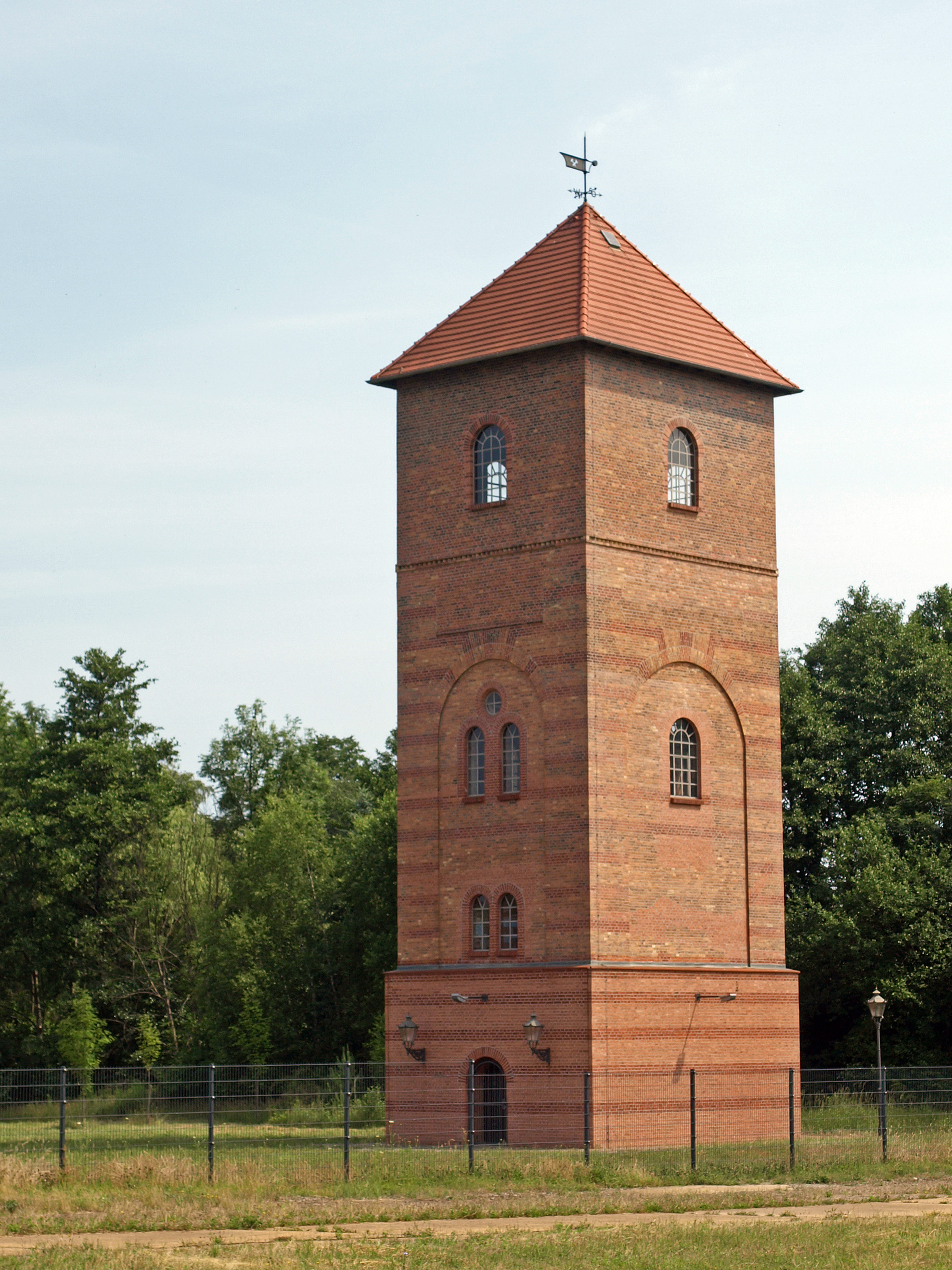
Barbaraturm in Krauschwitz, ehem. Wasserturm der Keulahütte

Krauschwitz wird als Kruswica erstmals im Jahr 1400 in den Bautzener Ratsakten urkundlich erwähnt, der Nachbarort Keula ist bereits 1268 urkundlich nachweisbar. Der Name Krauschwitz kommt aus dem Sorbischen und bedeutet „Birnendorf“. Im Jahr 1771 wurde die erste Schule gegründet. Ein Waldbrand im Jahr 1775 zerstörte den Ort fast vollständig. Mit dem Bau der preußischen Staatsstraße (heutige Bundesstraße 115) von Görlitz nach Cottbus 1830 erfolgte der Anschluss der Gemeinde an das überregionale Verkehrsnetz. Im Jahr 1938 wurden die damaligen Orte Krauschwitz und Keula zur Gemeinde Krauschwitz vereinigt. Keula war zu diesem Zeitpunkt größer, Krauschwitz war durch keramische Produkte der bekanntere Ort.
Am 1. Januar 1994 schlossen sich die Gemeinden Klein Priebus (mit den Ortsteilen Podrosche und Werdeck), Pechern, Sagar und Skerbersdorf mit Krauschwitz zusammen. Am 17. Juni 2005 wurde in der Mittelschule von Krauschwitz der Weltrekord im Rückwärtslaufen als Massenstaffel über 1.000 × 100 m und 100 × 200 m bei den Männern und 100 × 200 m bei den Frauen aufgestellt.
Mit Bescheid vom 7. Juni 2017 hat das Landratsamt Görlitz die Ergänzung des Gemeindenamens auf Antrag der Gemeinde genehmigt. Der offizielle Name der Gemeinde lautet somit jetzt „Krauschwitz i.d. O.L.“
Wegen der schlechten finanziellen Situation der Gemeinde Krauschwitz wurde eine Fusion mit Bad Muskau angestrebt. Am 11. November 2018 stimmte in einem Bürgerentscheid die Mehrheit gegen den Entwurf der Vereinbarung zur Vereinigung.

### Bevölkerung und Sprache
Noch bis Anfang des 20. Jahrhunderts hatte Krauschwitz eine sorbischsprachige Bevölkerungsmehrheit. Für seine Statistik über die sorbische Bevölkerung in der Oberlausitz ermittelte Arnošt Muka in den achtziger Jahren des 19. Jahrhunderts eine Bevölkerungszahl von 258, darunter 222 Sorben (86 %) und 36 Deutsche. Der Sprachwechsel erfolgte im Zuge der raschen Industrialisierung überwiegend in der ersten Hälfte des 20. Jahrhunderts. Ernst Tschernik zählte 1956 einen sorbischsprachigen Bevölkerungsanteil von nur noch 3,7 % bzw. insgesamt 119 Sprecher.

## Politik

### Gemeinderat
Die Gemeinderatswahl am 9. Juni 2024 führte zu nebenstehendem Ergebnis. Da die AfD nur zwei Kandidaten aufgestellt hatte, bleiben drei Sitze im Gemeinderat unbesetzt. Ergebnisse früherer Wahlen sind tabellarisch aufgelistet.
| Gemeinderat ab 2024Insgesamt 11 Sitze - Linke: 1 - Pro/FW: 3 - CDU: 5 - AfD: 2 Drei Sitze der AfD bleiben unbesetzt. Der Gemeinderat verkleinert sich entsprechend. | Liste                          | 2024   | 2024   | 2019   | 2019   | 2014   | 2014   |
| Gemeinderat ab 2024Insgesamt 11 Sitze - Linke: 1 - Pro/FW: 3 - CDU: 5 - AfD: 2 Drei Sitze der AfD bleiben unbesetzt. Der Gemeinderat verkleinert sich entsprechend. | Liste                          | Sitze  | in %   | Sitze  | in %   | Sitze  | in %   |
| Gemeinderat ab 2024Insgesamt 11 Sitze - Linke: 1 - Pro/FW: 3 - CDU: 5 - AfD: 2 Drei Sitze der AfD bleiben unbesetzt. Der Gemeinderat verkleinert sich entsprechend. | CDU                            | 5      | 38,6   | 6      | 41,2   | 7      | 45,0   |
| Gemeinderat ab 2024Insgesamt 11 Sitze - Linke: 1 - Pro/FW: 3 - CDU: 5 - AfD: 2 Drei Sitze der AfD bleiben unbesetzt. Der Gemeinderat verkleinert sich entsprechend. | AfD                            | 2      | 33,9   | 2      | 20,9   | –      | –      |
| Gemeinderat ab 2024Insgesamt 11 Sitze - Linke: 1 - Pro/FW: 3 - CDU: 5 - AfD: 2 Drei Sitze der AfD bleiben unbesetzt. Der Gemeinderat verkleinert sich entsprechend. | Pro Kind e. V. Krauschwitz     | 3      | 22,3   | 2      | 13,6   | 2      | 14,0   |
| Gemeinderat ab 2024Insgesamt 11 Sitze - Linke: 1 - Pro/FW: 3 - CDU: 5 - AfD: 2 Drei Sitze der AfD bleiben unbesetzt. Der Gemeinderat verkleinert sich entsprechend. | Freie Wähler Krauschwitz e. V. | 3      | 22,3   | 2      | 15,6   | 4      | 26,5   |
| Gemeinderat ab 2024Insgesamt 11 Sitze - Linke: 1 - Pro/FW: 3 - CDU: 5 - AfD: 2 Drei Sitze der AfD bleiben unbesetzt. Der Gemeinderat verkleinert sich entsprechend. | Linke                          | 1      | 5,3    | 1      | 8,8    | 1      | 12,0   |
| Gemeinderat ab 2024Insgesamt 11 Sitze - Linke: 1 - Pro/FW: 3 - CDU: 5 - AfD: 2 Drei Sitze der AfD bleiben unbesetzt. Der Gemeinderat verkleinert sich entsprechend. | SPD                            | –      | –      | –      | –      | –      | 2,5    |
| Gemeinderat ab 2024Insgesamt 11 Sitze - Linke: 1 - Pro/FW: 3 - CDU: 5 - AfD: 2 Drei Sitze der AfD bleiben unbesetzt. Der Gemeinderat verkleinert sich entsprechend. | Wahlbeteiligung                | 70,7 % | 70,7 % | 66,3 % | 66,3 % | 54,1 % | 54,1 % |

Neben dem Gemeinderat gibt es einen sechsköpfigen Ortschaftsrat „Neißedörfer“ für die Orte Sagar, Skerbersdorf, Pechern, Werdeck, Podrosche und Klein Priebus. Ortschaftsratsvorsitzender ist Detlef Roitsch (CDU).

### Bürgermeister
- 1994–1994: Gerd Slabke (CDU)
- 1994–2005: Frank Stupka (parteilos)
- 2005–2020: Rüdiger Mönch (Freie Wähler Krauschwitz)
- seit 2020: Tristan Mühl (Freie Wähler Krauschwitz)

| Wahl | Bürgermeister | Vorschlag | Wahlergebnis (in %) |
| ---- | ------------- | --------- | ------------------- |
| 2019 | Tristan Mühl  | FWK       | 52,3                |
| 2013 | Rüdiger Mönch | FWK       | 96,1                |
| 2012 | Rüdiger Mönch | FWK       | ungültig            |
| 2005 | Rüdiger Mönch | FWK       | 57,1                |
| 2001 | Frank Stupka  | Stupka    | 78,5                |

Rüdiger Mönch wurde im Juni 2012 wiedergewählt, die Wahl wurde allerdings vom Landkreis Görlitz für ungültig erklärt. Im Februar 2013 wurde die Wahl wiederholt, und Mönch erhielt erneut das Vertrauen der Bürger. Da er allerdings das Amt schon im Juni 2012 weiterführte, galt dieser Termin als Beginn der siebenjährigen Amtszeit, was zu deren Ende hin zu Irritationen führte. Mönch kandidierte nicht erneut.
Tristan Mühl wurde am 24. November 2019 im ersten Wahlgang zum neuen Bürgermeister der Gemeinde Krauschwitz gewählt. Er trat das Amt Anfang Februar 2020 an.

### Wappen
Dem Wappen liegen mit Blau und Gelb die Farben der Oberlausitz zugrunde. Darin sind im oberen Teil drei Birnen, die sich auf den sorbischen Namen Krušwica ‘Birnendorf’ beziehen. Amboss und Hammer im unteren Teil symbolisieren die Eisenverhüttung, die den Grundstein für die Gründung Keulas legte.

### Gemeindepartnerschaften
Krauschwitz unterhält drei Partnerschaften, mit dem am gegenüber liegenden Neißeufer befindlichen Przewóz (deutsch Priebus), mit der Schwarzwaldgemeinde Ottersweier und seit 2011 mit der ungarischen Gemeinde Szűcsi, die am südwestlichen Rand des Mátra-Gebirges liegt.
Die Partnerschaft mit Ottersweier ergab sich 1989, als in der Wendezeit der Krauschwitzer Gemeindewehrleiter einen Brief an die westdeutsche Gemeinde mit der gleichen Postleitzahl, 7583, schrieb. Diesem folgten bald gegenseitige Besuche und im Jahr 2003 die Gründung eines Freundeskreises. „Nach 18 Jahren wilder Ehe“ wurde am 4. Oktober 2007 ein Partnerschaftsvertrag unterschrieben.
Die Partnerschaft mit Przewóz besteht seit dem 30. April 2004, nachdem die Gemeinden bereits seit 1995 am 30. April einen Tag der deutsch-polnischen Begegnung feiern. Vertieft wird die Partnerschaft bei den Freiwilligen Feuerwehren und seit 2007 bei den Kindertagesstätten. Für letztere wurde unter anderem vereinbart, dass die jeweils andere Sprache als Begegnungssprache unterrichtet wird.

## Wirtschaft

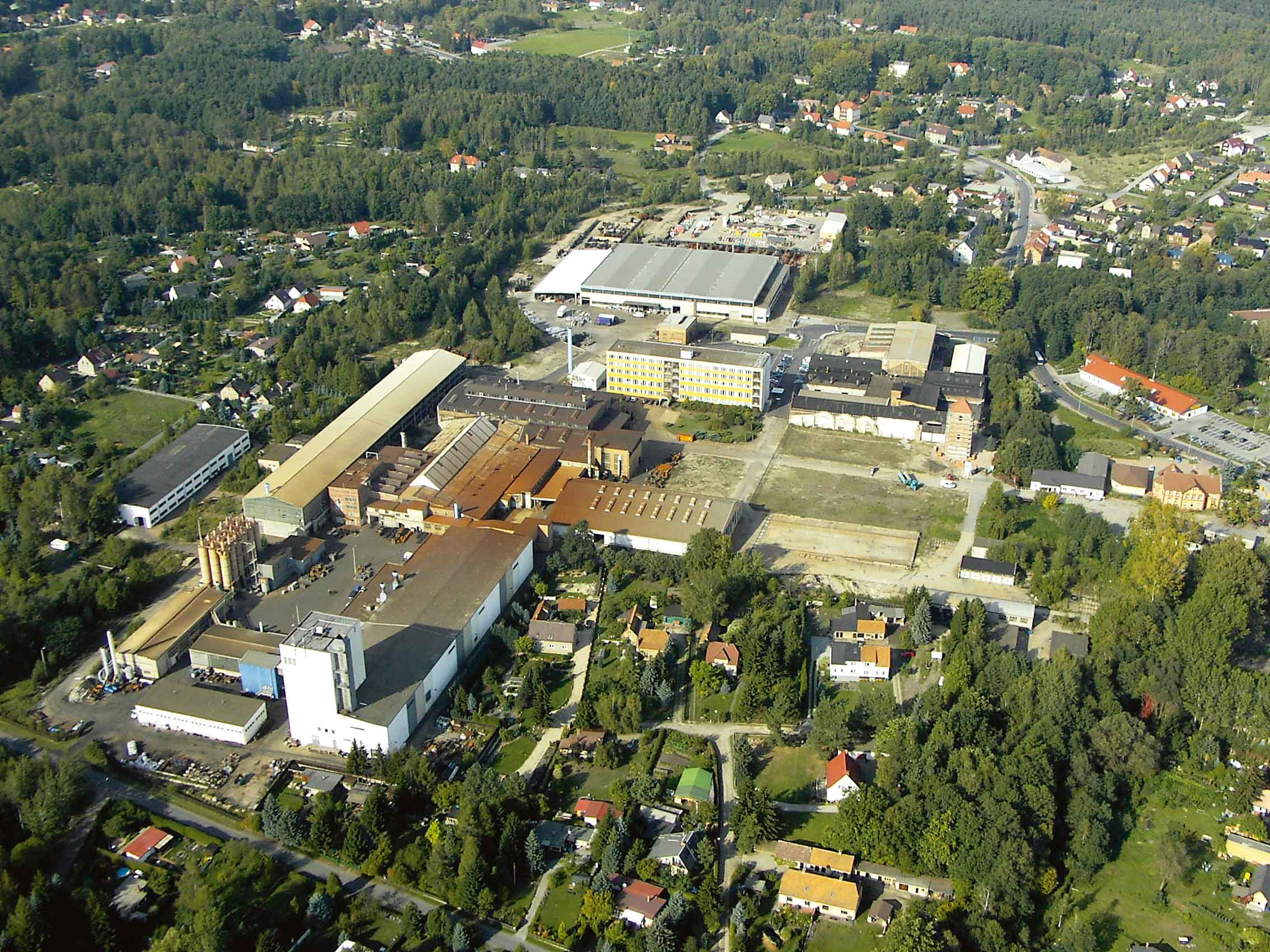
Keulahütte

Die vorindustrielle Entwicklung begann 1440 in Krauschwitz mit der Installation des Eisenhammers zu Keula, eine der ältesten Eisengießereien Deutschlands und Grundstein der späteren Keulahütte. In Krauschwitz kaufte der Unternehmer und Erfinder Ludwig Rohrmann 1878 eine Geschirrtöpferei auf und erweiterte diese zu einem großen Keramikhersteller, der nach zwei Fusionen 1902 und 1904 ein Standort der Deutschen Ton- und Steinzeugwerke AG war.
Vor der Wende war Krauschwitz eine stark von Industrie geprägte Gemeinde. Die größten Arbeitgeber in der Gemeinde sind derzeit die Keulahütte Krauschwitz GmbH (seit 2017 zur von Roll hydro Gruppe gehörend), Kreisel Umwelttechnik GmbH & Co. KG, Tischlerei Drogoin GmbH, Tief- und Landeskulturbau GmbH Nadebor und die Ostsächsische Dienstleistungs- und Service GmbH (ODS).

## Verkehr
In der Gemeinde kreuzen sich die B 115 und die B 156. Weiterhin verlaufen die Staatsstraßen 123, 126, 127 und 127b durch Krauschwitz. Über den 2011 eröffneten Grenzübergang nach Polen besteht eine Anbindung zu Łęknica und die polnische Landesstraße 12. Nördlich der Gemeinde befindet sich der Grenzübergang Bad Muskau–Łęknica sowie im südlichen Gemeindegebiet der 1994 eröffnete Grenzübergang Podrosche–Przewóz.
Durch Krauschwitz führt die Waldeisenbahn Muskau (600 mm Spurweite) auf ihrem Weg zwischen Weißwasser und Bad Muskau. Die ehemals durch Krauschwitz führende Bahnstrecke Weißwasser–Bad Muskau wurde zwischenzeitlich teilweise rückgebaut.

## Denkmale, Sehenswürdigkeiten und Freizeiteinrichtungen

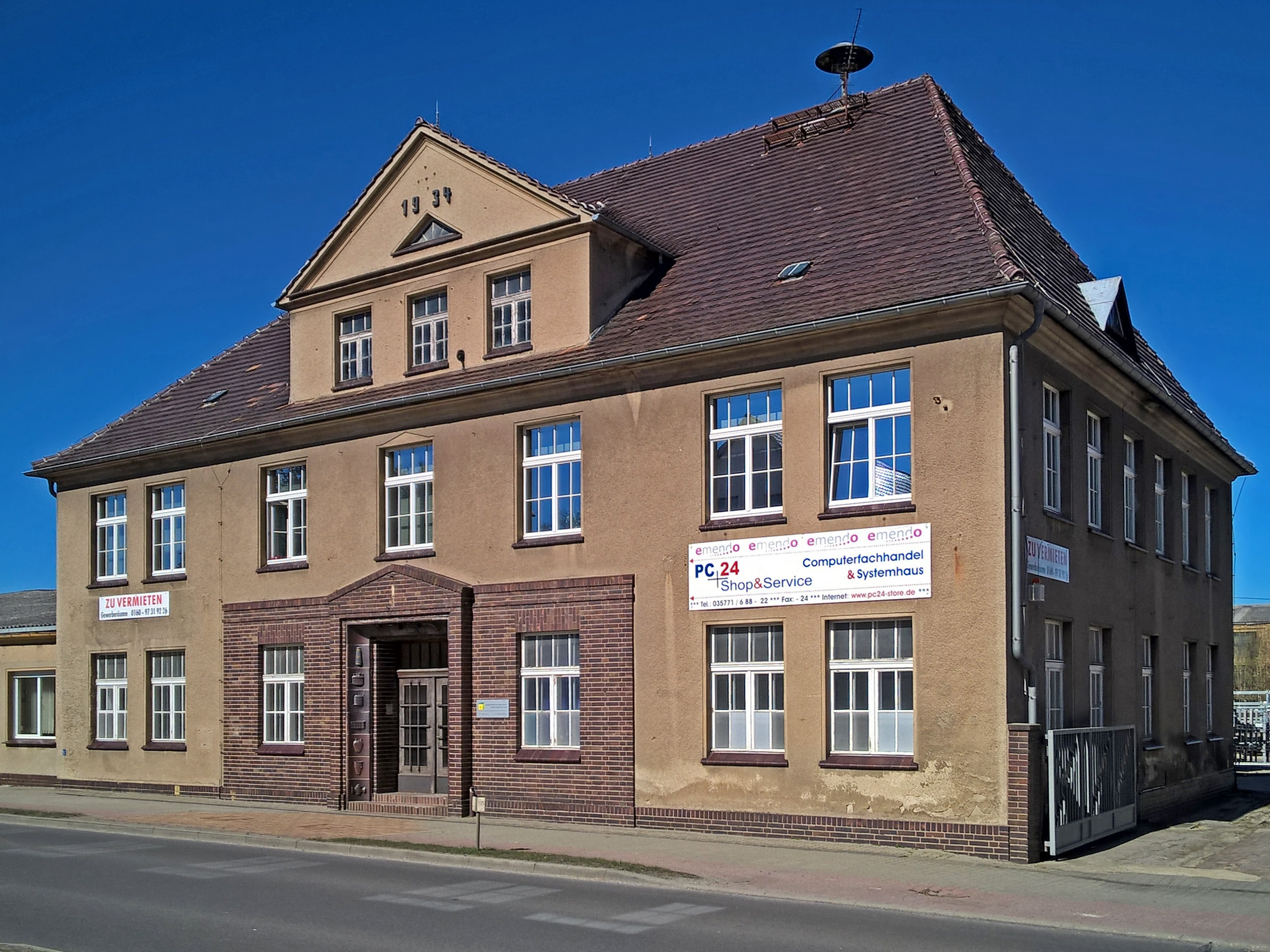
Techkeram-Verwaltungsgebäude

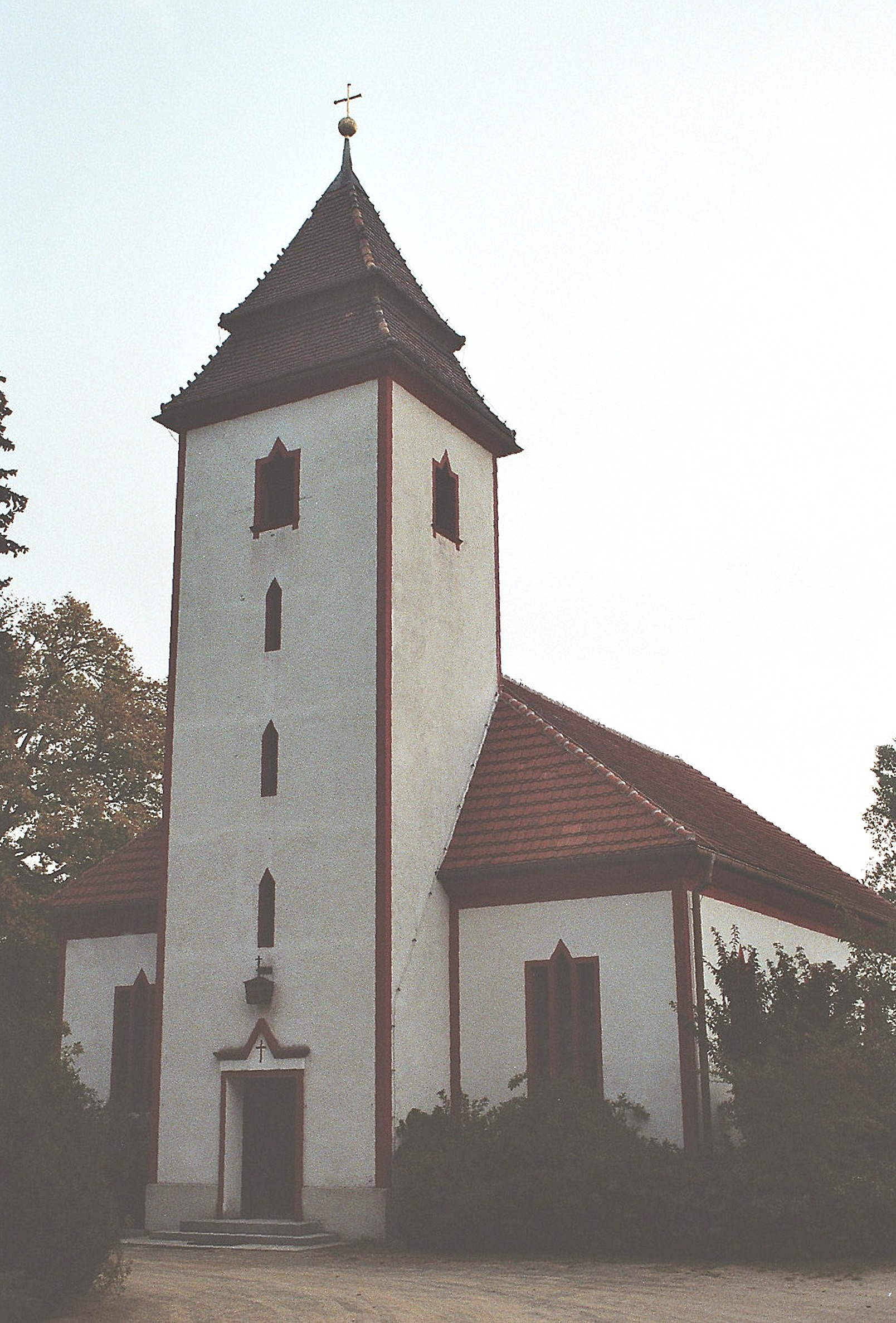
Kirche Krauschwitz

In der Gemeinde sind mehrere Kulturdenkmale und mehrere Naturdenkmale erfasst, darunter im Hauptort, an der Muskauer Straße, eine Stieleiche mit einem Brusthöhenumfang von 7,75 m (2016).
Ein Ganzjahresbad, die Erlebniswelt Krauschwitz mit großer Saunalandschaft, bietet für Kinder und Erwachsene Erholung. Im Freizeitzentrum Skerbersdorf kann man das kleine Freibad im Sommer ebenfalls zum Erfrischen nutzen. Über die Geschichte der Region informiert das Museum Sagar. Darüber hinaus gibt es mehrere Schrotholzhäuser.
Am 1. September wird zum Weltfriedenstag die in der Keulahütte gegossene Friedensglocke geläutet.

## Persönlichkeiten
Ehrenbürger 
Der Unternehmer Adolf Merckle (1934–2009) wurde 2006 in Würdigung seiner Leistungen für den Erhalt der Keulahütte und der damit verbundenen Arbeitsplätze zum ersten Ehrenbürger von Krauschwitz ernannt. Im Jahre 2007 wurden der Unternehmer Markus Kreisel und 2019 der ehemalige Ortschronist Konrad Baum mit der Ehrenbürgerwürde geehrt. 
 Weitere Persönlichkeiten mit Verbindung zur Gemeinde 
- Ludwig Rohrmann (1848–1909), Unternehmer und Erfinder
- Klaus König (1934–2025), Opernsänger, eröffnete vor seiner Gesangskarriere eine Lackiererei in Krauschwitz
- Theodor Ickler (* 1944), in Krauschwitz geborener Germanist